# The Residents
The Residents är ett anonymt band från Louisiana, USA. De spelar experimentell musik med inslag av avantgarde-pop. Bandet har gjort över 50 album, från 1974 till nuvarande:
The Residents första låtsläpp var dock inte från en skiva, utan från singeln Santa Dog från 1972.
The Residents är lätt att känna igen på grund av de stora ögonen de har på huvudet istället för ansikten.

## Diskografi
- Triple Trouble, 2022
- So Long Sam (1945-2006), 2022
- LS1: Sketches for a Live show, 2022
- In Between Dreams (Live in San Fransisco), 2020
- Beautiful Eyes, 2020
- Cube E-box, 2020
- Metal, Meat and Bone: The Songs Of Dyin' Dog, 2020
- Gingerbread Man, 2019
- Mole Box, 2019
- Intruders, 2018
- I'm A Resident!, 2018
- 80 Arching Orphans, 2017
- Title in Limbo + 4 Daze, 2017
- Dot.Com, 2017
- The Ghost of Hope, 2017
- Delta Nudes, 2016
- Daydream B-Liver, 2016
- Strange Culture / The Rivers of Hades / Haeckel's Tale, 2015
- Shadowland (Live), 2015
- Marching to the See, 2014
- Ten Two Times, 2013
- Night Train to Nowhere, 2012
- Ozark, 2011
- Talking Light Bimbo's (Live), 2011
- Lonely Teenager, 2011
- Coochie Brake, 2011
- Talking Light Live In Rehearsal, Santa Cruz, California, 2010
- The Bridgeroom of Blood, 2009
- The Ughs!, 2009
- JJJ 105.7 (From Mole Show), 2009
- 1997 - The Missing Year, 2009
- Postcards from Patmos, 2008
- Animal Lover Instrumental, 2008
- The Bunny Boy, 2008
- Smell My Picture, 2008
- The Voice of Midnight, 2007
- Night of The Hunters, 2007
- Best Left Unspoken..., 2007
- Disfigured Night, 2006
- The River of Crime!, 2006
- Animal Lover, 2005
- The Way We Were (Live), 2005
- WB: RMX, 2004
- The King and Eye: RMX, 2004
- The 12 Days of Brumalia, 2004
- I Murdered Mummy!, 2004
- Demons Dance Alone, 2002
- Icky Flix (Original Soundtrack), 2001
- Roadworms: The Berlin Session, 2000
- Refused, 1999
- Live At The Fillmore, 1998
- Wormwood: Curious Stories From The Bible, 1998
- Residue Deux, 1998
- Our Tired, Our Poor, Our Huddled Masses, 1997
- Have A Bad Day, 1996
- Hunters: The Worlds of Predators and Prey (Original Soundtrack), 1995
- Poor Kaw-Liga's Pain, 1994
- Our Finest Flowers, 1992
- Liver Music, 1990
- Freak Show, 1990
- The King and I, 1989
- Mole Show: Live in Holland, 1989
- God In Three Persons, 1988
- 13 Anniversery Show (feat. Snakefinger) Live in Holland, 1987
- Stars and Hanks Forever!, 1986
- Live in the USA! 13:th Anniversary Show, 1986
- 13:th Anniversary show: Live in Japan, 1986
- The Big Bubble, 1985
- The Census Taker / Whatever Happened to Your Vileness Fats?, 1985
- George and James, 1984
- Whatever Happened to Vileness Fats?, 1984
- Title in Limbo, 1983
- The Tunes Of Two Cities, 1982
- Mark of the Mole, 1981
- Eskimo, 1979
- Commercial Album, 1979
- Buster and Glen, 1978
- Not Available, 1978
- Duck Stab, 1978
- Fingerprince, 1977
- Meet The Residents, 1974[2]